# Selos e história postal de Portugal

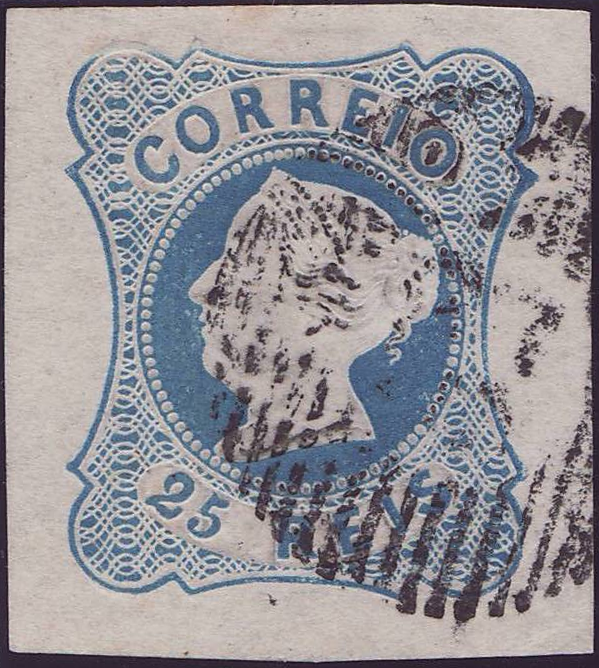
Selo de 25 Reis de D. Maria II, 1853

Em Portugal, os primeiros selos postais foram lançados em 1853, com a efígie da rainha D. Maria II, e cunho de Francisco de Borja Freire. Os primeiros selos, emitidos no dia 1° de julho tinham valor facial de 5 e 25 réis. No dia seguinte, é emitido o selo de 100 réis, e no dia 22 do mesmo mês é posto à venda o selo de 50 réis. Portugal torna-se assim o 45º país a adoptar o selo postal.

## História
As primeiras edições de 1853 tinham a cabeça da monarca, esses selos eram brancos e estampados em um fundo colorido. Os mais valiosos desse período são os presentes nos catálogos número 8 e 9 de Stanley Gibbons, custavam 100 réis.
Em 1894 é lançada a primeira série comemorativa em homenagem aos 500 anos do Infante D. Henrique . A viagem de Vasco da Gama às Índias entre 1497 e 1498 foi o tema especial de uma série de 1898. A ilustração de Vasco da Gama também foi usada nas colônias africanas, sendo o nome "Portugal" substituído por "África." Esta foi a única série feita para colônias.
Em 1910 os selos já feitos tiveram que ser modificados por conta da República, e a primeira série de selos republicanos foi lançada em 1912, recebendo o título de "ceres."
Aviões foram representados pela primeira vez em 1923 com Carlos Viegas Gago Coutinho–Sacadura Cabral, retratando o voo realizado por eles em 1922. Em 1924, os primeiros lotes sobre literatura foram lançados em comemoração aos 400 anos do poema épico Os Lusídas, de Luís de Camões.
No ano de 1953 foi a vez dos cavaleiros serem representados nos selos; e em 1956 as ferroviárias apareceram também.
A partir dos anos ’60, os selos passaram a ser impressos em maiores quantidades.